# Alfredo Abón Lee
El capitán Alfredo Abón Lee (25 de octubre de 1927 - 4 de diciembre de 2012) fue un oficial del ejército cubano de ascendencia chino-cubana que fue comandante de la guarnición del escuadrón Yaguajay. Dirigió la defensa de Yaguajay durante la importante batalla homónima, en diciembre de 1958.

## Biografía
Alfredo Abón Lee nació en Cuba, el 25 de octubre de 1927 y alcanzó los grados de capitán en el ejército cubano de la época.
Fue enviado a Las Villas, en reemplazo del coronel Roger Rojas Lavernia, donde luchó contra el Movimiento 26 de Julio en diciembre de 1958 en uno de los enfrentamientos finales de la Revolución Cubana. Antes de eso, sirvió en el Batallón 22 durante las operaciones en el Oriente de Cuba.
Murió el 4 de diciembre de 2012, en Englewood, Nueva Jersey, Estados Unidos.